# Глобальный Бакинский форум
Глобальный Бакинский форум — традиционный форум, организованный Международным центром Низами Гянджеви с 2013 года в столице Азербайджана, Баку.

## I форум

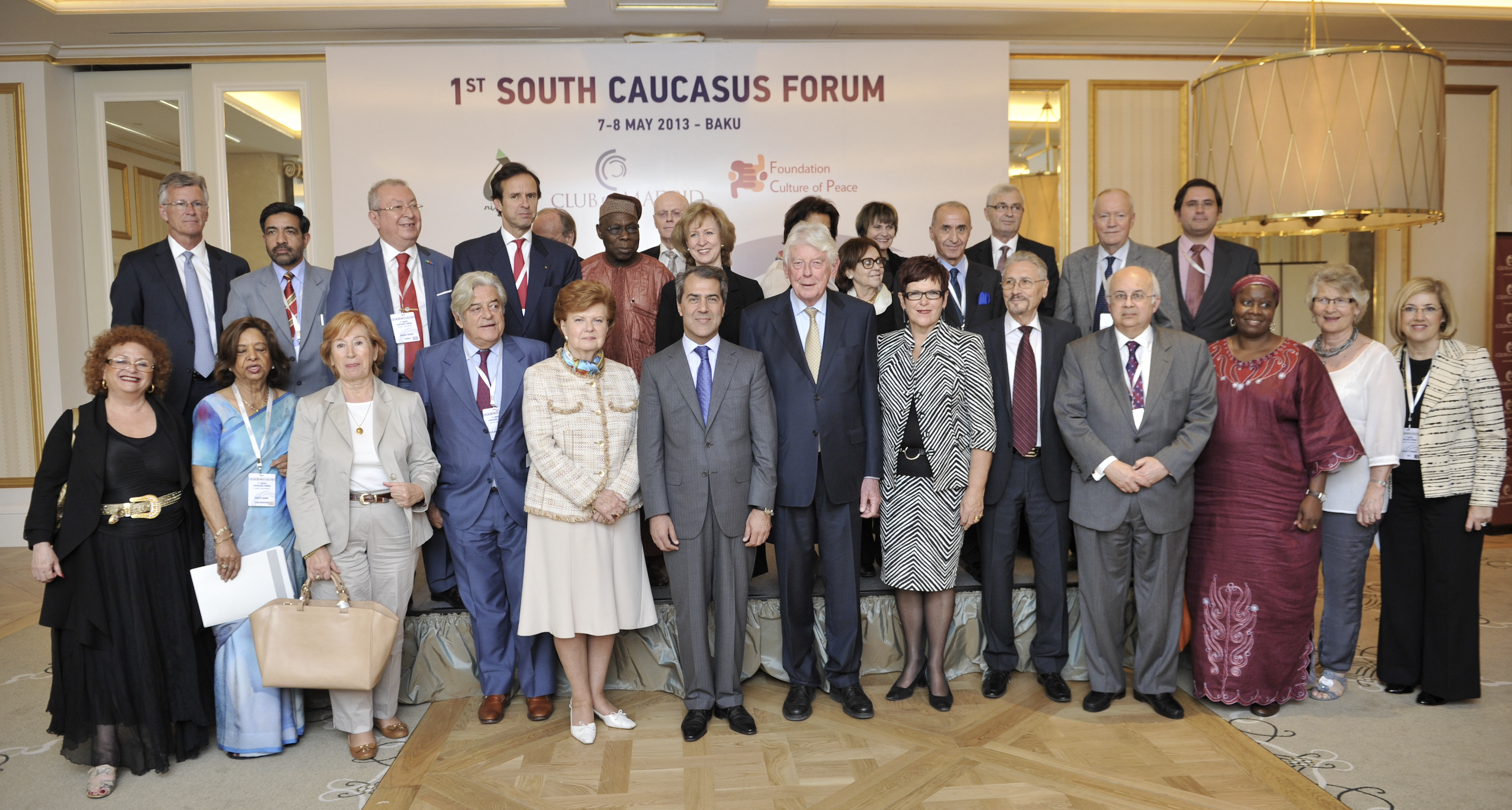
I Южно-Кавказский Форум

Первый форум (Южно-Кавказский форум) на тему «Совместные общества и свобода женщин» прошёл 7-8 мая 2013 года. Организаторами форума были Госкомитет Азербайджана по работе с диаспорой, Международный центр Низами Гянджеви и Мадридский клуб.

## II форум
II Глобальный форум открытых обществ состоялся 27-30 апреля 2014 года при поддержке Госкомитета по работе с диаспорой и организации Международного центра Низами Гянджеви и Мадридского клуба. В обсуждениях на первой сессии коснулись вопросов политики внутреннего экономического роста, создания равных возможностей для высококачественного образования и других социальных услуг. На второй сессии форума были обсуждены вопросы продовольственной безопасности, решения экологических проблем, развития человеческого капитала, проблемы миграции, обеспечения людей водой. Третья сессия была посвящена теме «Открытые общества как решение конфликтов в сложных ситуациях».

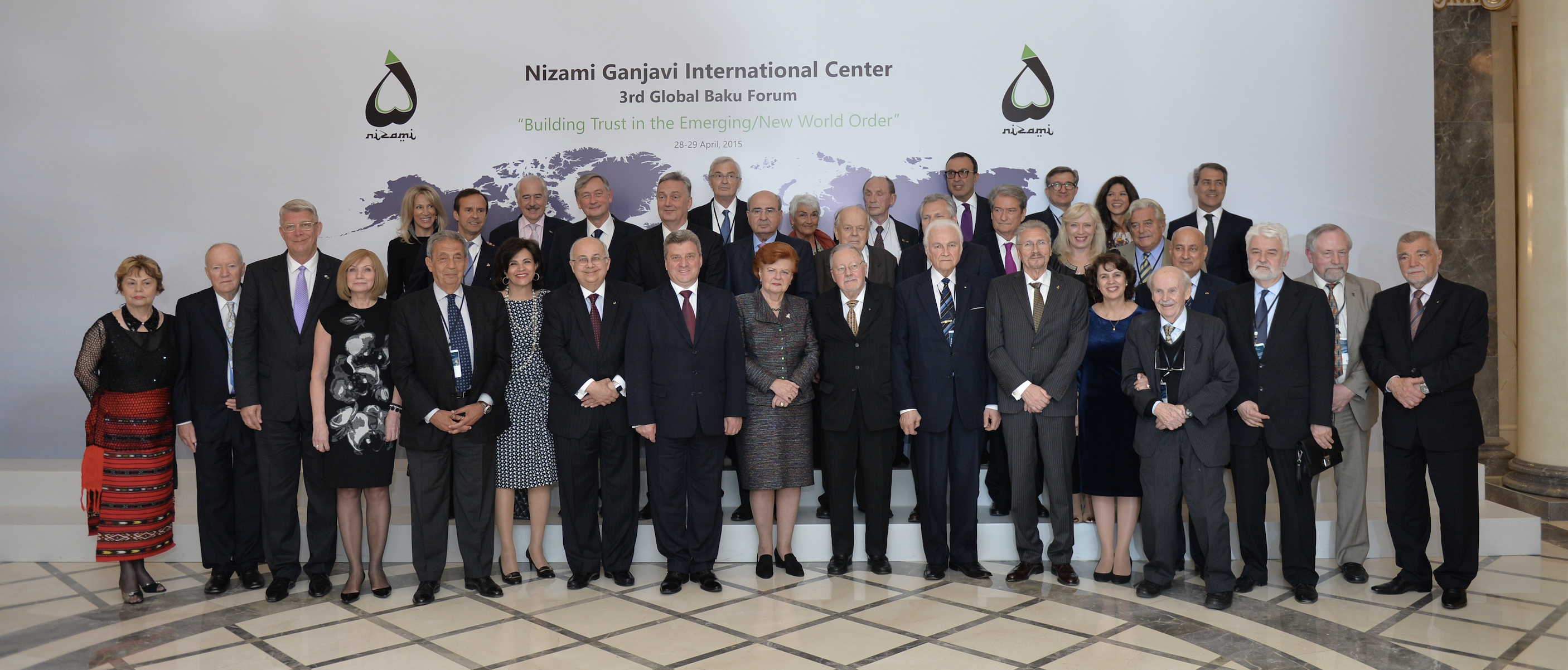
III Глобальный Форум Открытых Обществ

## III форум
28 апреля 2015 года в Баку начал работу третий Глобальный форум открытых обществ, организованный Государственным комитетом по работе с диаспорой Азербайджана и Международным центром Низами Гянджеви. Форум посвящён теме «Восстановление доверия в новом мировом порядке».

## IV форум

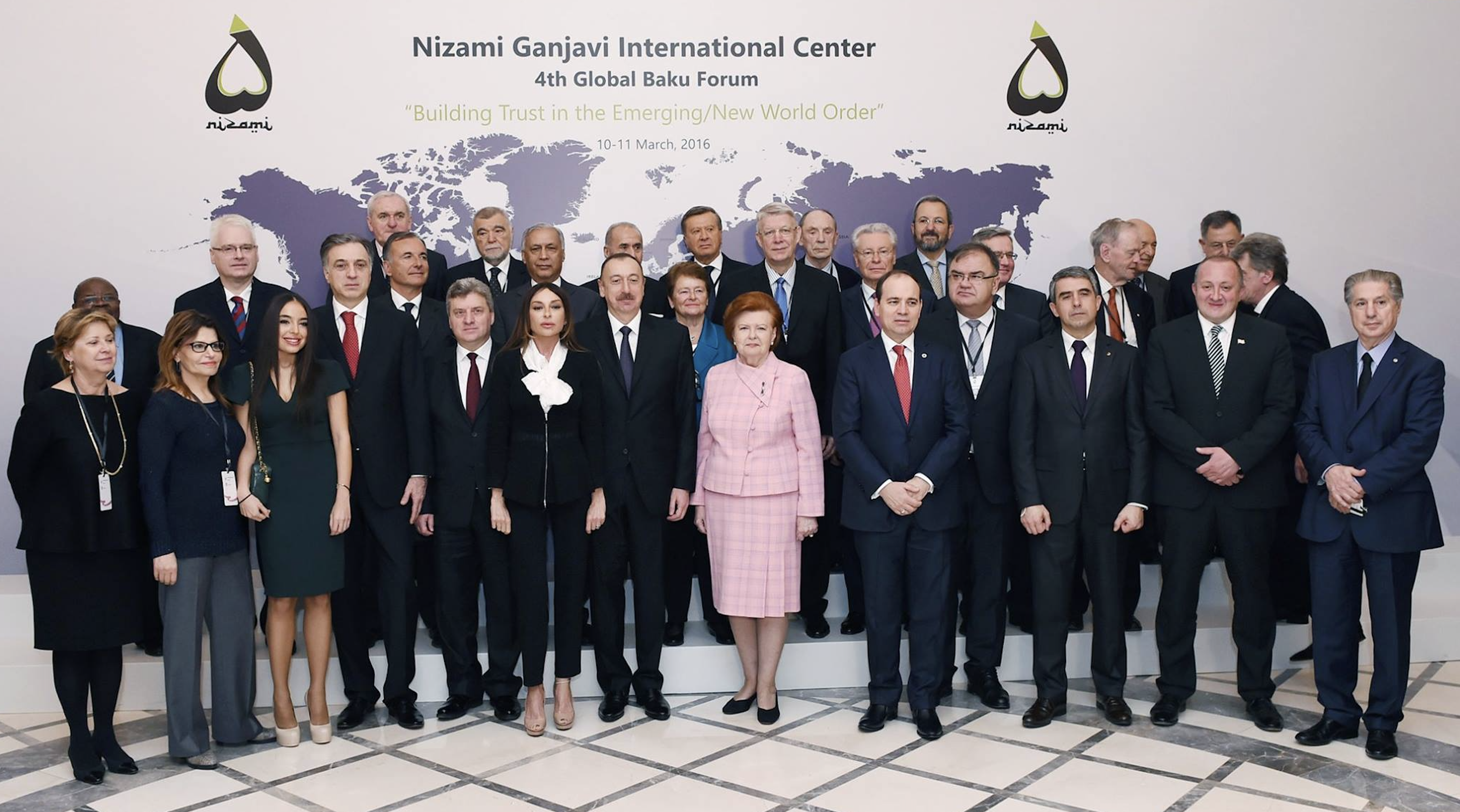
IV Глобальный Бакинский Форум

IV Глобальный Бакинский Форум был проведен 10-11 марта 2016 г. в Баку при поддержке Государственного комитета по работе с диаспорой Азербайджана (ГКРДА), организованный Международным центром Низами Гянджеви в сотрудничестве с Советом по взаимодействию, Мадридским клубом, Александрийской библиотекой, Римским клубом, Всемирной академией наук. В форуме приняли участие президенты Албании, Черногории, Болгарии, Македонии, Боснии и Герцеговины и Грузии, а также президент Азербайджана Ильхам Алиев и первая леди Азербайджана Мехрибан Алиева. Кроме того, мероприятие посетили более 300 делегатов из 53 стран, в том числе 27 бывших президентов и 23 бывших премьер-министра.

## V форум
16 марта 2017 года в столице Азербайджана состоялось официальное открытие V Глобального Бакинского форума. Тема — «Будущее международных отношений: силы и интересы».

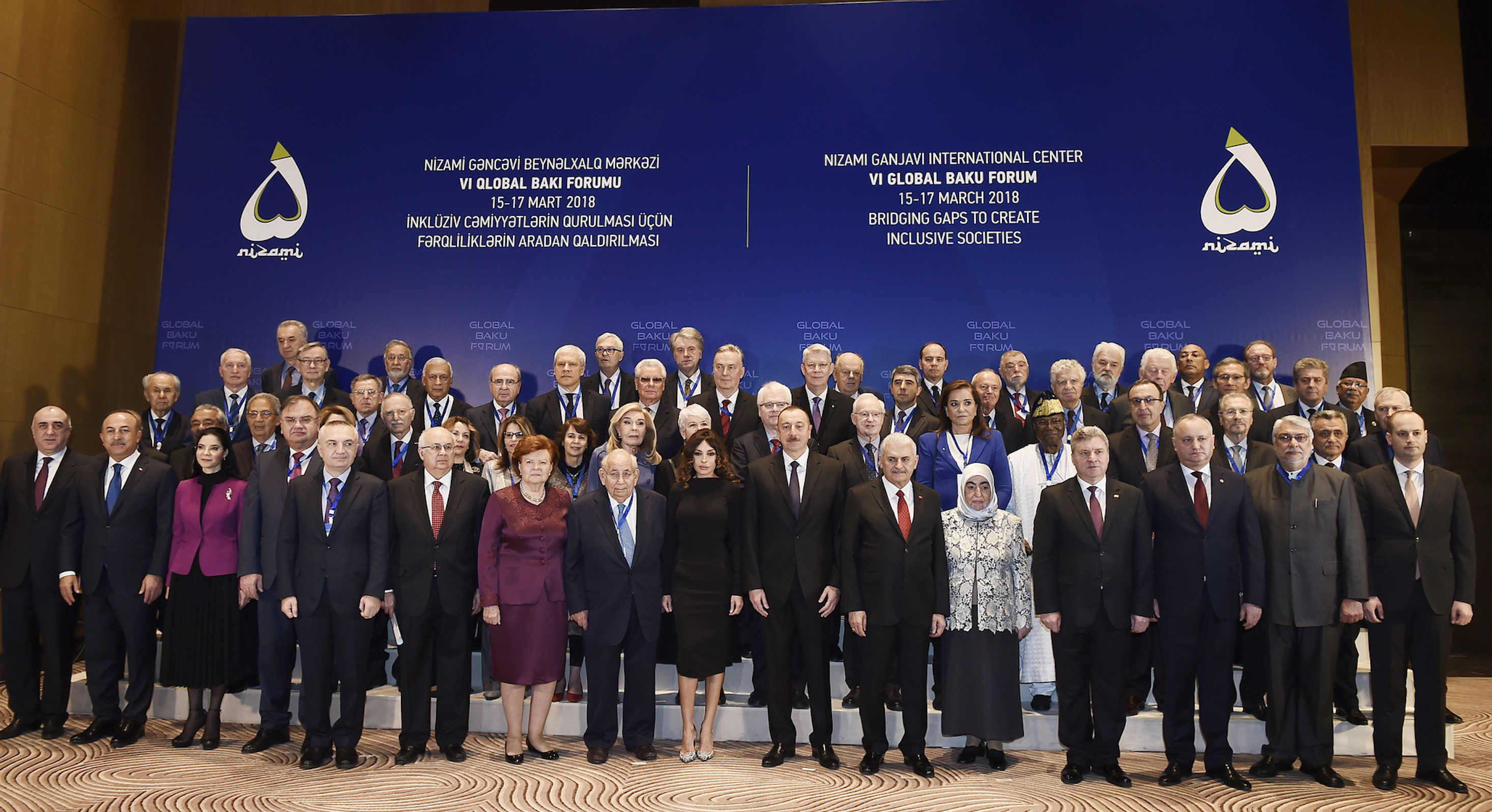
VI Глобальный Бакинский Форум

## VI форум
Форум прошел 15-17 марта 2018 года в столице Азербайджана на тему «Преодоление разрыва в построении инклюзивных обществ». На церемонии открытия форума приняли участие президент Азербайджана Ильхам Алиев и первая леди Мехрибан Алиева. Форум длился три дня. На форуме приняли участие около 500 делегатов из более чем 50 стран.
В рамках форума 18-19 марта был организован VII Международный книжный саммит.

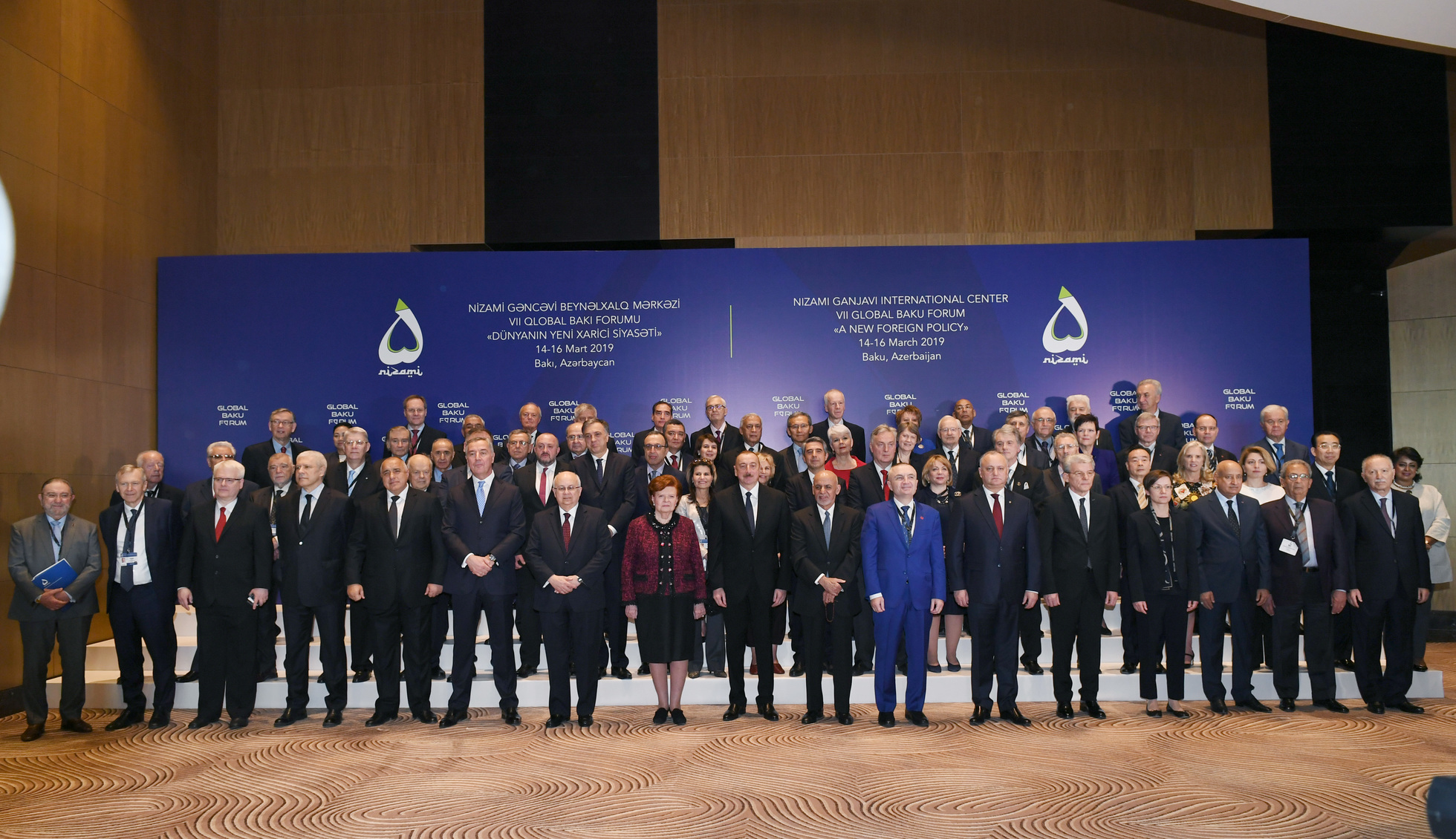
VII Глобальный Бакинский форум

## VII форум
14-16 марта 2019 года в столице Азербайджана Баку прошел VII Глобальный Бакинский форум на тему «Новая внешняя политика мира». В форуме приняли участие более 500 делегатов из 50 стран мира. Вопросы глобального и регионального значения обсуждались на 10 сессиях, проведенных в рамках форума.
На мероприятии состоялась церемония вручения Международной премии имени Низами Гянджеви за 2019 год. Решением Правительства Исламской Республики Афганистан Мохаммад Ашраф Гани и президент Фонда защиты прав человека Роберта Ф. Кеннеди, Керри Кеннеди были удостоены Международной премии имени Низами Гянджеви.

## VIII форум
VIII Глобальный Бакинский форум, запланированный на 2020 год, отложен из-за пандемии COVID-19.
4-6 ноября 2021 года состоялся VIII Глобальный Бакинский форум на тему «Мир после COVID-19», на котором приняли участие около 300 авторитетных гостей из более 40 стран.

## IX форум
IX Глобальный Бакинский форум состоялся 16-18 июня 2022 года на тему «Угрозы глобальному миропорядку», на котором приняли участие представители более 50 стран и влиятельных международных организаций.

## X форум
X Глобальный Бакинский форум проходит с 9 марта по 11 марта 2023 года на тему «Мир сегодня: вызовы и надежды». На форуме принимают участие 360 участников из 61 страны. Обсуждаемые темы - многосторонность, энергетика и транспортные коридоры, переход на новые виды энергии.

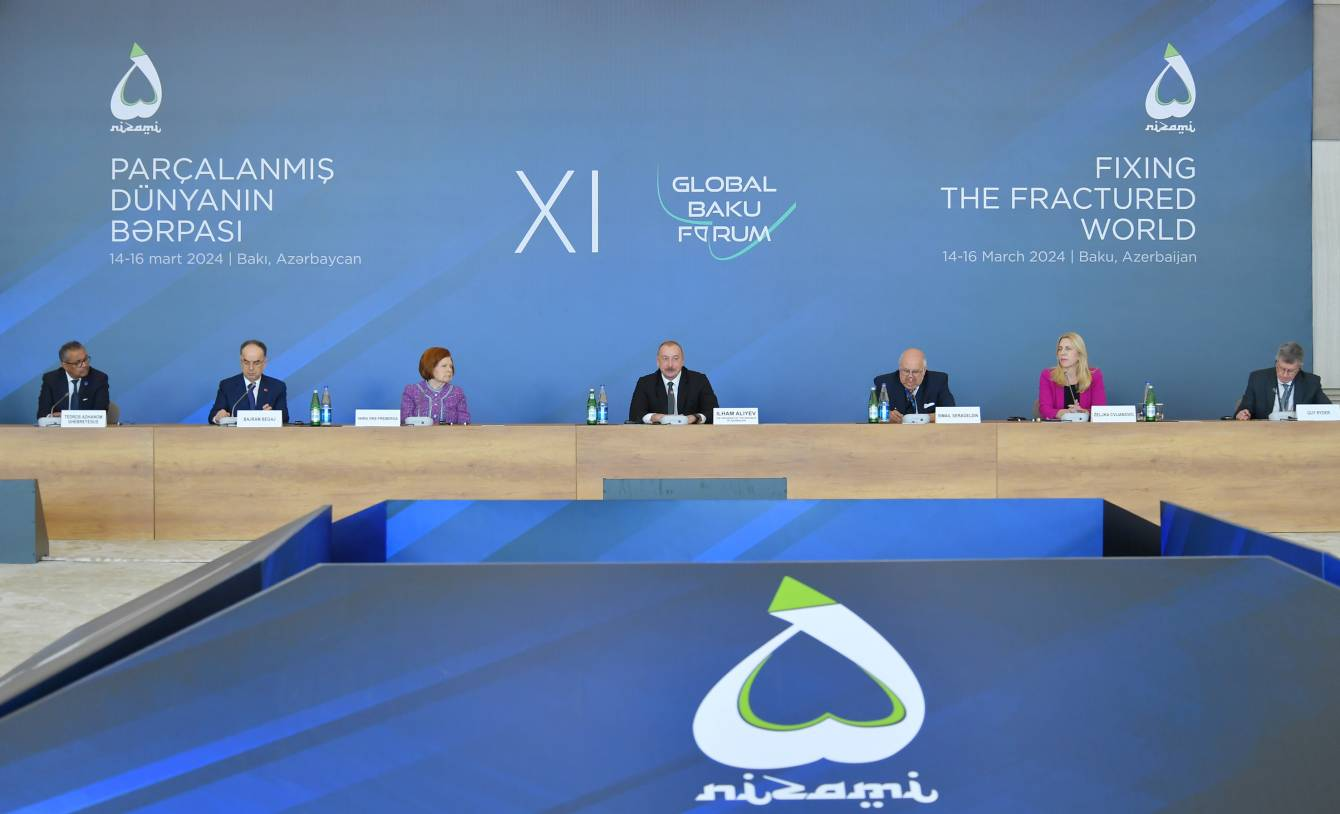
XI Глобальный Бакинский форум 14 марта 2024

## XI форум
XI форум проведён с 14 по 16 марта 2024 года. Темой форума стало «Восстановление раздробленного мира». В форуме приняли участие более 350 гостей из более, чем 70 стран мира. На форуме обсуждались проблемы войны и мира, изменение климата, здравоохранение, пандемия, новые технологии.

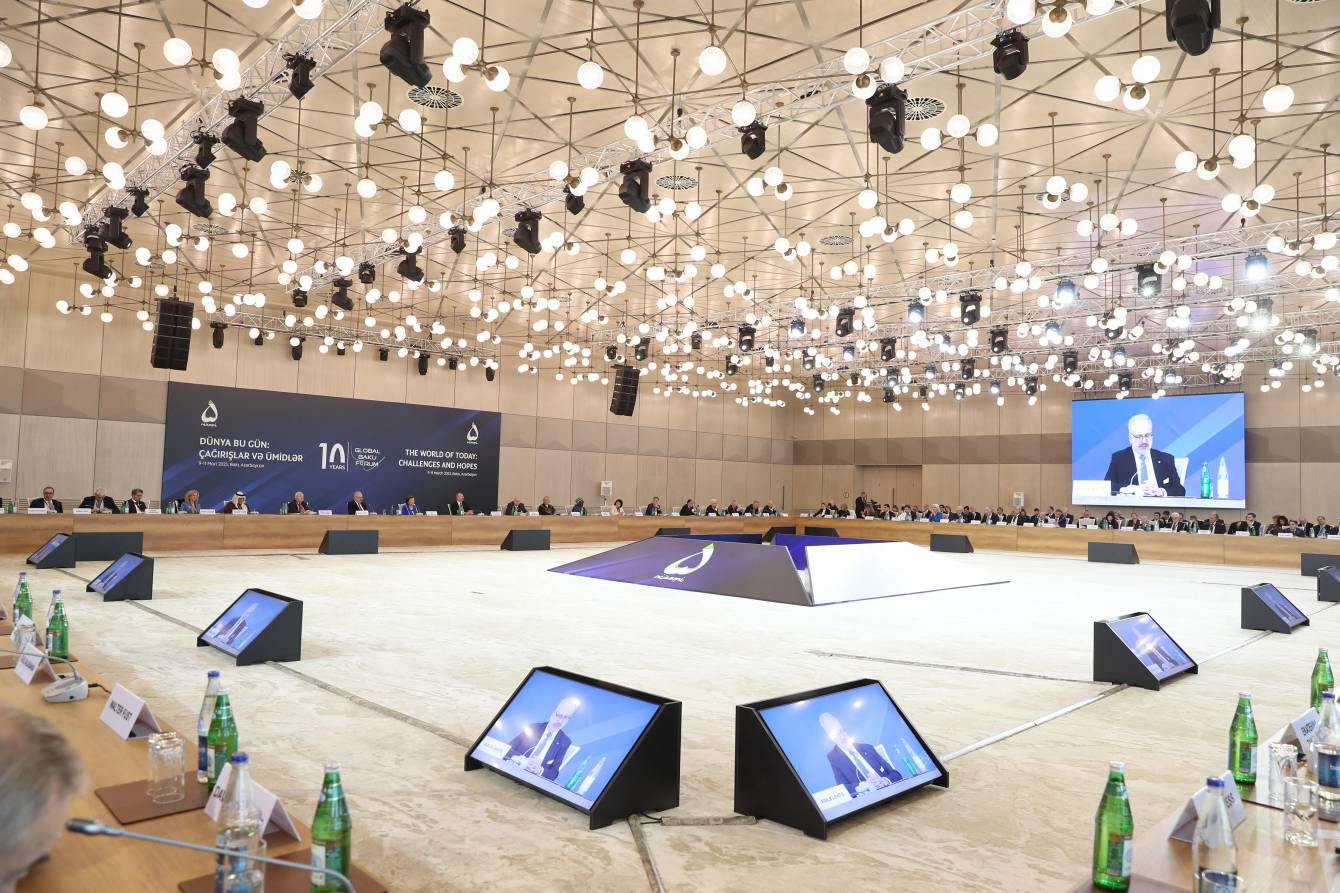
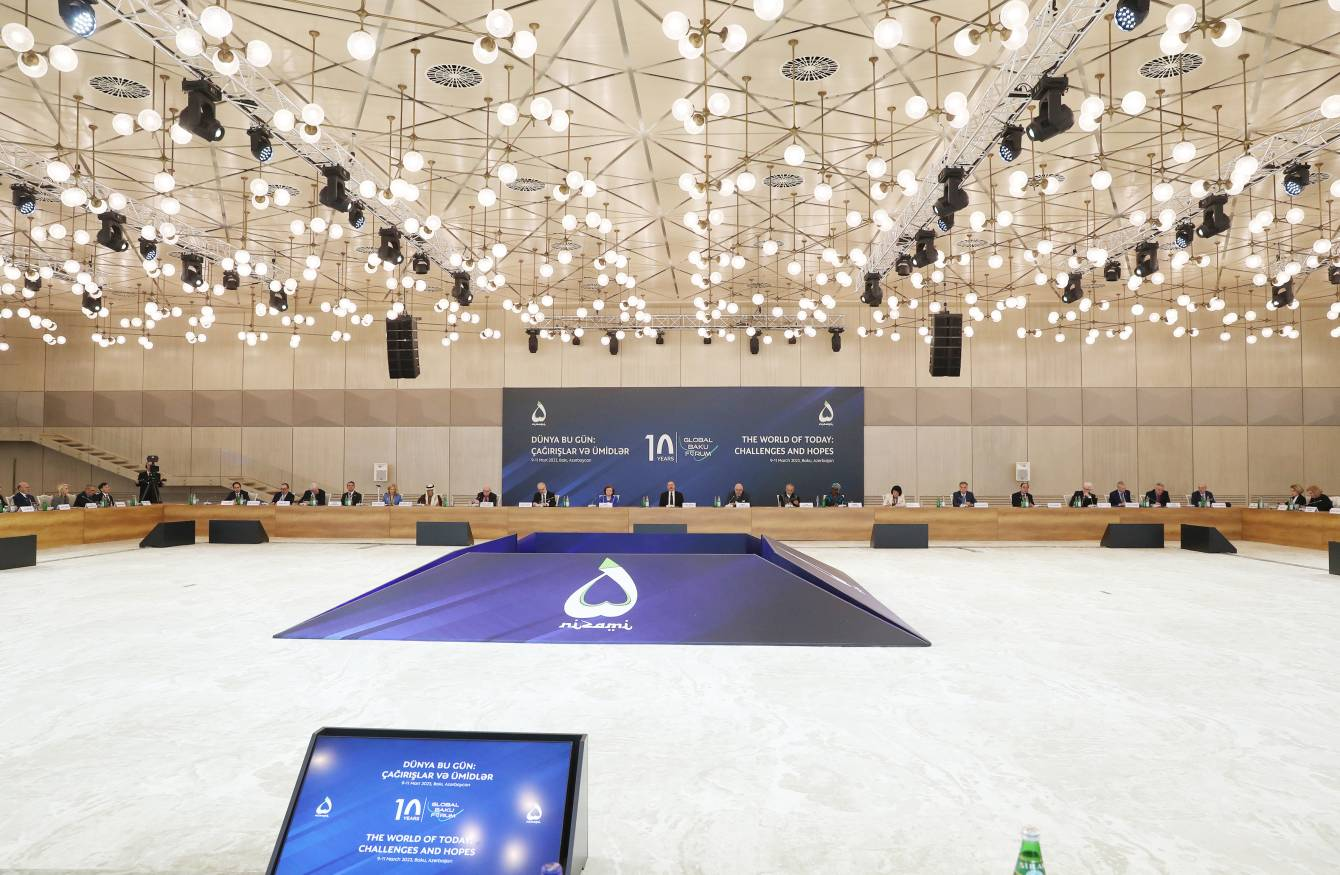